# Pflanzengesellschaft
Eine Pflanzengesellschaft, auch Phytozönon, ist eine abstrakte Pflanzengemeinschaft (Phytozoenose) mit typischer Zusammensetzung der Arten. Pflanzen wachsen abhängig vom ökologischen Standort oft in solchen charakteristischen Gesellschaften und bilden den botanischen Teil von Biotopen. Wegen der regelhaften Vergesellschaftung von Arten bezeichnet man die Lehre von den Pflanzengesellschaften als Pflanzensoziologie. Die Lehre von Pflanzengemeinschaften heißt Phytozoenologie.
Werden vorrangig die artübergreifenden Eigentümlichkeiten betrachtet (gleichartige Gestalt- und Wuchsformen sowie Strategien gegen vorherrschende extreme Umweltbedingungen wie Trockenheit, Kälte, Feuer etc.), spricht man von Pflanzenformationen.

## Wissenschaft und Anwendung
Je nach ökologischen Ansprüchen, Potenz (bzw. Toleranz) und Konkurrenzstärke bilden sich im Verlauf der Sukzession Pflanzengesellschaften heraus, die durch eine spezifische Artenzusammensetzung benannt werden können. Pflanzengesellschaften werden durch Vegetationsaufnahmen abgebildet, im tabellarischen Vergleich ermittelt, sodann beschrieben und in der pflanzensoziologischen Systematik eingeordnet gemäß der deskriptiven empirischen Methode der Pflanzensoziologie.
Pflanzengesellschaften stehen in einem ökologischen Zusammenhang mit ihren Standorten. Heinz Ellenberg untersuchte die Korrelationen zwischen den ökologischen Ansprüchen der Arten und ihren Standorten und festigte den Begriff Zeigerwert. Vegetationsaufnahmen lassen somit klare Rückschlüsse auf die ökologischen, abiotischen Standortfaktoren eines Pflanzenbestandes zu. Reinhold Tüxen hat betont, dass Pflanzengesellschaften, durch die Artenkombination aufgebaut werden und daher bei dem Schluss von einer Pflanzengesellschaft auf den Standort die charakteristische Artengarnitur berücksichtigt werden muss, um neben den biotischen und anorganischen auch anthropogene Einflüsse auf den Standort zu ermitteln.
Meist sind auch Zoozönosen, die Lebensgemeinschaften von Tieren, an ihren maßgeblich durch die Pflanzengesellschaften geprägten Lebensraum angepasst. Die Pflanzengesellschaft steht dabei in Interaktion und Abhängigkeit mit den Tiergesellschaften (Zoozönosen). Dabei beeinflussen sich die Gruppen oft gegenseitig (siehe Biozönose). Einer Pflanzengesellschaft kann auch eine bestimmte assoziierte Zoozönose zugeordnet werden. Umgekehrt kann das Vorkommen von Tieren in einer Pflanzengesellschaft Auskunft über deren ökologische Ansprüche geben. Pflanzengesellschaften können nach ihrer Entstehung unterschieden werden.
Aufgrund dieser ableitbaren Faktoren sind diese Pflanzengesellschaften oft Grundlage für die Einteilung und Bewertung von Biotopen bei einer Biotopkartierung. Die Pflanzensoziologie ist deshalb ein wichtiges Werkzeug der angewandten Landschaftsökologie. Hierbei wird die reale Vegetationsausstattung, die aus Ersatzgesellschaften besteht, erhoben. Aus den Ersatzgesellschaften, Boden und Klima kann die potentielle natürliche Vegetation abgeleitet werden und über organische Funde und Klimamodelle die ursprüngliche natürliche Vegetation rekonstruiert werden. Botanik, Zoologie, Bodenkunde, Landschaftsplanung und Naturschutz benutzen beispielsweise das Konzept der potentiellen natürlichen Vegetation (pnV) bzw. der heutigen potenziell-natürlichen Vegetation (hpnV).
In den verschiedenen Sukzessionstheorien (Klimaxvegetation, Mosaik-Zyklus-Konzept, Megaherbivorentheorie) spielt die Pflanzengesellschaft eine Schlüsselrolle zur Einteilung und Diskussion verschiedener Sukzessionsstadien und Sukzessionsverläufe in terrestrischen und semiterrestrischen Ökosystemen.

## Einteilung und Charakterisierung von Pflanzengesellschaften
Für die Bestimmung der Pflanzengesellschaft spielt die Häufigkeit des Auftretens von verschiedenen Arten und ihre Treue gegenüber den Vegetationseinheiten eine entscheidende Rolle:
- Charakterart
- Differentialart
- Begleitart

Außerdem wird das Vorhandensein oder Fehlen bestimmter Artengruppen als Hinweis auf die Pflanzengesellschaft bewertet. Artengruppen ergeben sich aufgrund ähnlicher ökologischer Eigenschaften (ökologische Artengruppen), ähnlichen soziologischen Verhaltens (soziologische Artengruppen) oder eines regelhaften gemeinsamen (statistisch gesicherten) Auftretens in Vegetationseinheiten (floristische Artengruppen).
Man unterscheidet zwischen natürlichen und durch den Menschen bzw. durch Tiere entstandenen (anthropogenen bzw. zoogenen) Pflanzengesellschaften.

## Beispiele von Pflanzengesellschaften
Waldgesellschaften
Laubwald – Klasse mit mehreren Ordnungen
Buchenwald – Ordnung mit mehreren Verbänden
Kalkbuchenwald – Verband mit mehreren Assoziationen
Orchideen-Buchenwald (auf trockenen Standorten) – Assoziation
Klasse, Endung auf -etea: Querco-Fagetea (Laubwälder)
Ordnung, Endung auf -etalia: Fagetalia sylvaticae (häufig abgekürzt nur Fagetalia)
Verband, Endung auf -ion: Fagion sylvaticae (häufig abgekürzt nur Fagion)
Assoziation, Endung auf -etum: Carici-Fagetum
Im vollständigen Namen wird (analog zum Namen einer Art) der Name des Erstbeschreibers der entsprechenden Gesellschaft und die Jahreszahl der Beschreibung mit angeführt. Dies ist vor allem dann wichtig, wenn verschiedene Autoren ähnlich klingende Gesellschaften beschrieben haben oder wenn derselbe Name von verschiedenen Autoren in unterschiedlicher Bedeutung verwendet wird. Wird eine beschriebene Gesellschaft später im System umgruppiert, wird der Name des Erstbeschreibers in Klammern gesetzt und der Name des verändernden Autors angefügt. Bei reinen Änderungen der Schreibweise steht em. (für emendavit). Autorennamen (vor allem weit bekannte und gängige) werden aus Platzgründen häufig abgekürzt.
Beispiele:
- Assoziation: Carici-Fagetum Rübel 1930 ex Moor 1952 em. Lohm. 1953
- Assoziation: Carici albae-Tilietum cordatae Müller et Görs 1958
- Assoziation: Dentario heptaphylli-Fagetum (Br.-Bl. 1932) Th.Müll. 1966
- Ordnung: Quercetalia pubescenti-petreae Klika 1933 corr. Moravec in Beguin et Theurillat 1984